# Limba egipteană
Limba egipteană (egipteană r n km.t, pronunția egipteană mijlocie: [ˈraʔ n̩ˈku.mat], în coptă: ϯⲙⲉⲧⲣⲉⲙⲛ̀ⲭⲏⲙⲓ) a fost o limbă afroasiatică vorbită în Egiptul Antic. Atestarea sa se întinde de-a lungul unei perioade extraordinar de lungi, încă din faza egipteană veche (mijlocul mileniului IV î.Hr., Vechiul Regat Egiptean). Cea mai veche frază scrisă completă a fost datată în jurul anului 2690 î.Hr., ceea ce o face una dintre cele mai vechi limbi înregistrate, împreună cu sumeriana.
Forma sa clasică este cunoscută sub numele de egipteană mijlocie, vernaculara Regatului Mijlociu Egiptean care a rămas limba literară a Egiptului până în perioada romană. Limba vorbită a evoluat în demotică până în Antichitatea Clasică, iar la sfârșit în coptă până în momentul creștinării. Copta vorbită a fost aproape dispărută până în secolul al XVII-lea, dar rămâne în uz ca limbă liturgică a Bisericii Ortodoxe Copte din Alexandria.

## Clasificare
Egipteana face parte din familia afro-asiatică. Printre trăsăturile tipologice ale limbii egiptene care sunt tipic afroasiatice se numără și morfologia sa flexionară, un sistem de trei vocale /a i u/, și sufixul nominal feminin  *-at. Dintre celelalte ramuri afroasiatice, lingviștii au sugerat că egipteana împărtășește cele mai mari afinități cu limbile berbere și cu cele semitice.

## Perioade
Limba egipteană e convențional grupată în șase diviziuni cronologice majore:
- egipteana arhaică (înainte de 2600 î.Hr.), limba Perioadei Dinastice Timpurii;
- egipteana veche (circa 2600 î.Hr. - 2000 î.Hr.) limba Vechiului Regat;
- egipteana mijlocie (circa 2000 î.Hr. - 1350 î.Hr.) limba Regatului Mijlociu până la începutul Noului Regat, continuând să fie folosită ca limbă literară până în secolul al IV-lea d.Hr.;
- egipteana târzie (circa 1350 î.Hr. - 700 î.Hr.) din Perioada Amarna până în a treia Perioadă Intermediară a Egiptului;
- demotică (circa 700 î.Hr. - 400 d.Hr.) limba vernaculară a Perioadei Târzi a Egiptului, Regatul Ptolemeic și începutului Egiptului Roman;
- coptă (după circa 200 d.Hr.) limba vernaculară la momentul creștinării, și limba liturghică a creștinismului egiptean.

Egipteana veche, cea mijlocie și cea târzie erau toate scrise folosindu-se atât hieroglife cât și scrierea hieratică. Scrierea demotică derivă din cea hieratică începând cu secolul al XVII-lea î.Hr.. Alfabetul copt derivă din cel grec, cu adaptări pentru fonologia egipteană. A fost prima dată dezvoltat în perioada ptolemeică, și treptat a înlocuit scrierea demotică.

Diagramă în engleză care arată folosirea diverselor varietăți de egipteană și a registrelor lingvistice

## Scrierea egipteană
| Y4 | n | R8 | S43 | Z1 · Z1 · Z1 |

| Y4 | n | R8 | S43 | Z1 · Z1 · Z1 |

Cele mai multe texte care au supraviețuit din limba egiptenă sunt în primul rând scrise pe piatră în scriere hieroglifică. Cu toate acestea, în antichitate, majoritatea textelor au fost scrise pe papirusuri perisabile, în scrierea hieratică și (mai târziu) în demotică, care acum sunt pierdute. A fost, de asemenea, și o forma de scriere cursivă hieroglifică utilizată pentru documente religioase pe papirus, cum ar fi Cartea Morților din perioada Ramesside; această scriere a fost mai simplificată decât scrierea cu hieroglife în inscripțiile din piatră, dar nu a fost cursivă ca hieratica, și fără utilizare pe scară largă a ligaturelor. În etapa finală de dezvoltare, alfabetul copt a înlocuit vechiul sistem. Numele nativ pentru scrierea egipteană hieroglifică este sẖ3 n NTR mdw (scriere despre cuvintele zeului). Hieroglifele sunt aranjate în două moduri în textele egiptene: ca ideograme care reprezintă ideea ce se indică prin imagini; și mai frecvent ca fonograme care denotă valoarea lor fonetică.

## Gramatica

### Adverbele
Adverbele sunt cuvinte ca „aici”, „acolo” sau „unde?”. În egipteană, acestea provin de la sfârșitul unei pedepse, de exemplu:
zỉ.n nṯr ỉm „zeul l-a adus acolo”, „acolo” (ỉm) este adverb.
Unele adverbe comune egiptene:
| ˁ3    | „aici”                      |
| ı͗m    | „acolo”                     |
| ṯnỉ   | „unde”                      |
| zy-nw | „când” (lit. „care moment”) |
| mı͗-ı͗ḫ | „cum”                       |
| r-mı͗  | „de ce” (lit. „pentru ce”)  |
| ḫnt   | „înainte"                   |